# Museo Revoltella
Il Museo Revoltella è una galleria d'arte moderna di Trieste. Fu la casa dove visse il barone Pasquale Revoltella (sita in piazza Venezia, allora piazza Giuseppina) il quale alla sua morte, avvenuta nel 1869, la lasciò alla città assieme a tutte le sue opere, gli arredamenti ed i libri che essa conteneva. Nel 1872 il Comune la fa diventare un museo, la più antica Galleria d'Italia dedicata specificatamente all'arte moderna, recante «perennemente il nome Museo Revoltella» e «giornalmente aperto al pubblico».

## La sede
Il palazzo principale è stato costruito nel 1858 su progetto dell'accademico berlinese Friedrich Hitzig.
Per ampliare la collezione originale, nel 1907 il Comune acquistò il vicino Palazzo Brunner: tale edificio fu utilizzato completamente solo a partire dal 1963, in seguito alla ristrutturazione di Carlo Scarpa. In quell'anno, al Palazzo Brunner fu affiancato anche il Palazzo Basevi, la cui messa in opera completa è avvenuta nel 1991, in seguito ai lavori di Franco Vattolo e Giampaolo Bartoli, espandendone la complessiva area espositiva.
Il museo oggi è composto dai tre palazzi, con ingresso principale su via Diaz, per un'area espositiva totale di circa 4.000 mq.

## IlCuratorio
Il Curatorio è l’organismo di gestione e controllo istituito dallo stesso Revoltella nell’ambito delle sue disposizioni testamentarie del 13 ottobre 1866, divenute esecutive dopo la sua morte. Riporta: 

### Direttori
- Augusto Tominz (1872-1883)
- Alfredo Tominz (1883-1926)
- Piero Sticotti (1927-1929)
- Edgardo Sambo (1929-1956)
- Giulio Montenero (1960-1989)
- Maria Masau Dan (1992-2015)
- Bianca Cuderi (dicembre 2015-giugno/dicembre 2016)[3]
- Nicola Bressi (giugno 2016-aprile 2017)
- Laura Carlini Fanfogna (maggio 2017-ottobre 2021).[4]

## La collezione
Oltre alle opere del barone, il Comune ne acquisì numerose altre, pagate con le donazioni che lo stesso Revoltella aveva fatto alla città: in totale ad oggi sono circa 350 tra dipinti e sculture. Il Palazzo Brunner è costitutito dall'appartamento del barone (primo piano), dalle sale di rappresentanza (secondo) e iniziando il percorso espositivo con le opere di autori italiani della seconda metà dell'Ottocento (terzo), le opere acquisite nei primi decenni del Novecento (quarto), di artisti del Friuli-Venezia Giulia (quinto) e nazionali del secondo Novecento (sesto) in cui quasi tutte le opere esposte sono state acquistate alle Biennali veneziane dalla prima del 1895 a quelle tra il 1948 ed il 1968.
Le opere esposte sono, tra gli altri, di artisti quali Raffaele Armenise, Lionello Balestrieri, Lorenzo Bartolini, Leonardo Bistolfi, Vittorio Bolaffio, Alberto Burri, Pietro Canonica, Antonio Canova, Carlo Carrà, Felice Casorati, Giorgio de Chirico, Giuseppe De Nittis, Mario Deluigi, Agenore Fabbri, Giovanni Fattori, Lucio Fontana, Vincenzo Gemito, Emilio Greco, Francesco Hayez, Jean-Antoine Houdon, Domenico Induno, Pietro Magni, Giacomo Manzù, Marino Marini, Arturo Martini, Marcello Mascherini (al quale è dedicata un'intera sezione), Francesco Messina, Ivan Meštrović, Luciano Minguzzi, Giorgio Morandi, Manlio Rho, Arturo Rietti, Medardo Rosso, Antonio Rotta, Arnaldo Pomodoro, Alice Psacaropulo, Cesare Saccaggi, Mario Sironi, Emilio Vedova, Vincenzo Vela, Adolfo Wildt, Ignacio Zuloaga.

## Opere principali

### Dipinti

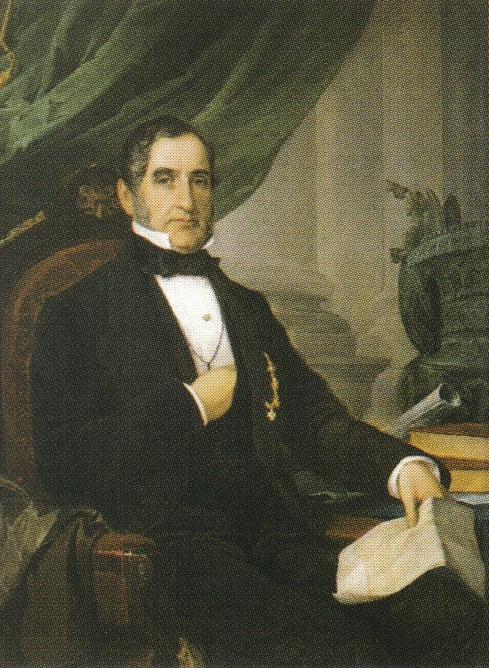
Ritratto di Pasquale Revoltella (Tito Aguiari, 1862)

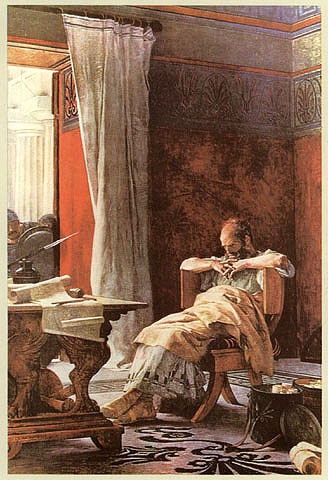
Ritratto di Archimede (Nicolò Barabino, 1860)

- Giuseppe Tominz - Ritratto di Giuseppe Bernardino Bison, 1830, olio su tela
- Francesco Hayez - L’incoronazione di Gioas, 1839
- Antonio Rotta - Un uomo e il suo cane, 1860 ca, olio su tela
- Antonio Rotta - Meditation, 1860 ca, olio su tela
- Nicolò Barabino - Ritratto di Archimede, 1860, olio su tela
- Tito Aguiari - Ritratto di Pasquale Revoltella, 1862, olio su tela
- Alberto Rieger - Palazzo Revoltella, 1865, tempera su carta
- Antonio Rotta - Vecchia Nonna, 1869 ca, olio su tela
- Giuseppe De Nittis - La signora del cane (Ritorno dalle corse), 1878, olio su tela
- Raffaele Armenise - La visita allo zio cardinale, 1884, olio su tela
- Domenico Morelli - La preghiera di Maometto, 1887
- Gaetano Previati - Il giorno sveglia la notte, 1905, olio su tela
- Felice Casorati - Meriggio, 1923, olio su tavola
- Carlo Carrà - Donna al mare, 1931, olio su tela
- Mario Sironi - Il pastore, 1932, olio su tela
- Alice Psacaropulo - Giani Stuparich, 1944, olio su tela
- Afro - Ricercarii, 1952
- Antonio Corpora - I velieri, 1953
- Emilio Vedova - Ciclo della protesta n. 3, 1956
- Giuseppe Capogrossi - Superficie 322, 1959
- Lucio Fontana - Attese, 1967
- Cesare Saccaggi - Preludio, 1914
- Bruno Croatto - Ritratto di Rodolfo Fogolin, 1932
- Franz von Stuck - Scherzo, 1909, olio su tavola.

### Sculture
- Pietro Magni - Angelica allo scoglio, 1852 ca., marmo
- Pietro Magni - 'La ninfa Aurisina, 1858, marmo
- Pietro Magni - Pasquale Revoltella, 1859, marmo
- Pietro Magni - Pasquale Revoltella, gesso
- Pietro Magni - Il taglio dell'istmo di Suez, 1863, marmo
- Donato Barcaglia - Donna che trattiene il tempo, 1875, marmo
- Urbano Nono - Belisario, 1887, gesso dipinto
- Domenico Trentacoste - La Derelitta, 1895, marmo
- Vincenzo Gemito - Pescatoriello, 1876, bronzo
- Medardo Rosso - Gavroche, post 1883, bronzo
- Pietro Canonica - Sogno di Primavera, 1898, marmo
- Leonardo Bistolfi - Il funerale della Vergine, 1899-1903 ca, gesso
- Vittorino Meneghello - Prece umile, ante 1909, marmo
- Ruggero Rovan - Il sorriso, 1910, marmo con base in bronzo
- Napoleone Martinuzzi - Adolescente, 1913-14, gesso
- Francesco Messina - Ritratto del pittore Funi, 1924-28 ca
- Marcello Mascherini - Autoritratto, 1932 ca, bronzo
- Arturo Martini - Monumento a Emanuele Filiberto di Savoia-Aosta, 1934, bozzetto, bronzo
- Luciano Minguzzi - Acrobata cinese, 1937, bronzo
- Marcello Mascherini - Eva, 1939, bronzo
- Marino Marini - Il ritratto di Carlo Carrà, 1946, bronzo
- Giacomo Manzù - Bambino con l’anatra, 1947, bronzo
- Emilio Greco - Ritratto, 1952, terracotta
- Alberto Viani - Cariatide, 1952, versioni in gesso e versione in marmo nero
- Quinto Ghermandi - L’Ala, 1959, bronzo
- Augusto Perez - Uomo con maschera, 1960, bronzo[6]
- Agenore Fabbri - Uccello atomizzato, 1960, bronzo
- Arnaldo Pomodoro - Sfera n.4, 1964, bronzo.